# Гварамадзе, Давид Акакиевич
Давид Акакиевич Гварамадзе (груз. დავით აკაკის ძე გვარამაძე; 12 ноября 1969 года, Тбилиси) — грузинский футболист, вратарь, играл за сборную Грузии.

## Карьера
В восьмилетнем возрасте начал тренироваться в тбилисской школе «Аваза». В 15 лет стал вторым вратарем тбилисского «Динамо».
Летом 1999 самарский клуб «Крылья Советов» арендовал Гварамадзе у «Сконто».

### Сборная
Дебют Гварамадзе в сборной состоялся 8 февраля 1998 года в товарищеском матче против сборной Украины. К перерыву Грузия проигрывала 2—0 и тренер Владимир Гуцаев сменил Николоза Тогонидзе на Давида Гварамадзе, который пропустил ещё два безответных мяча. В 1998—1999 участвовал в отборочном турнире к чемпионату Европы. С октября 2001 года защищал ворота сборной Грузии в шести матчах отборочного турнира чемпионата мира 2002.
С осени 2002 года Давид Гварамадзе проиграл конкуренцию на место основного вратаря Георгию Ломая. На матч против России 12 октября 2002 года Давид не был заявлен, поскольку днём ранее скончался его отец. Последние матчи за сборную Гварамадзе провёл в 2004 году на товарищеском турнире на Кипре.